# 大木遠吉
大木 遠吉（おおき えんきち、旧仮名遣：ゑんきち、明治4年8月5日（1871年9月19日）- 大正15年（1926年）2月14日）は、明治時代中頃から大正時代にかけて活躍した日本の政治家。大東文化協会初代会頭、帝国公道会第2代会長、大日本国粋会総裁。号に天籟がある。佐賀県出身の勤皇志士の一人で明治維新後は新政府の要職を歴任した大木喬任の嫡男。
父と同じく弁が立ったが、江戸っ子でありベランメエ口調であった。

## 来歴
明治32年（1899年）の伯爵襲爵後、明治41年（1908年）に貴族院議員（伯爵互選）となり政界入り。研究会に属していたが、早くから立憲政友会と結んでおり、立憲政友会が与党の原内閣と高橋内閣で司法大臣、政友会が閣外協力で与党となった次の加藤友三郎内閣でも鉄道大臣を務めた。
大正5年（1916年）東京工科学校顧問に就任。仁義に厚い国粋主義者として人望を集め、大東文化協会や帝国公道会の設立に深く関与し、大東文化協会初代会頭となる。
大正8年1919年薨去した板垣退助の跡を継ぎ、帝国公道会の第2代会長に就任。また同年、大日本国粋会総裁となる。晩年は政友会と政友本党の合同問題（政本合同）の仲介にあたった。
大正15年（1926年）1月、動脈硬化症の持病が悪化し、大分県別府温泉で静養。帰京のため立ち寄った京都市内の俵屋旅館で病状が悪化して急逝。墓所は青山霊園。

## 栄典
位階
- 大正15年（1926年）2月15日 - 従二位[4]

勲章等
- 大正10年（1921年）7月1日 - 第一回国勢調査記念章[5]
- 大正15年（1926年）2月15日 - 勲一等瑞宝章[4]

## 家族
夫人は仙台藩知事も務めた伊達家分家の男爵伊達宗敦の長女幸子で、一人娘は伸子。婿養子の大木喜福（日本工業大学創立者）は男爵徳川厚の次男で、徳川慶喜の孫。仏文学者で東京学芸大学名誉教授、日本工業大学元理事および名誉教授の大木吉甫は喜福の長男。
姉の大木豊子は明治40年（1907年）7月5日に初代神野金之助と結婚している。